# Ghumot

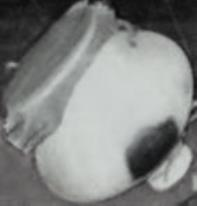
Ghumot

El ghumot es un instrumento de percusión de Goa (India). Consiste en un jarrón esférico de arcilla, con piel de lagarto adherida en su abertura mayor sujeta con una soga, y abierta en su abertura menor.